# 敦煌县
敦煌縣，中國曾經設置的一個縣，在今甘肅省敦煌市。

## 沿革

### 漢朝
漢武帝時，置敦煌縣，隸酒泉郡，治所在今甘肅省敦煌市西。元鼎六年（前111年），分酒泉郡西部置敦煌郡，敦煌縣成為敦煌郡治所。
新朝時，先後改敦煌郡為文德郡、敦德郡，改敦煌縣為敦德亭。新朝滅亡後，敦德亭復名敦煌縣，仍為敦煌郡治所。

### 北朝
北魏太延五年（439年），佔領北涼敦煌縣，廢除郡縣建置，設置軍鎮敦煌鎮。孝昌中（525年－527年），改敦煌鎮為瓜州，復置敦煌縣，隸瓜州敦煌郡。
北周時，敦煌、鳴沙、平康、効谷、東鄉、龍勒六縣併為鳴沙縣。

### 隋朝
大業二年（606年），改瓜州治所鳴沙縣為敦煌縣。大業三年（607年），改瓜州為敦煌郡，仍治敦煌縣。
李軌安樂元年（617年），復敦煌郡為瓜州，仍治敦煌縣。

### 唐朝
武德二年（619年），佔領敦煌縣，析置壽昌縣。武德五年（622年），瓜州徙治晉昌縣；割瓜州敦煌、壽昌二縣置西沙州，治敦煌縣。貞觀七年（633年），改西沙州為沙州，仍治敦煌縣。永徽六年（655年），併壽昌縣入敦煌縣。乾封二年（667年），分敦煌縣復置壽昌縣。開元二十六年（738年），再次併壽昌縣入敦煌縣。不久又復置壽昌縣。
天寶元年（742年），改沙州為敦煌郡，仍治敦煌縣。乾元元年（758年），復敦煌郡為沙州，仍治敦煌縣。貞元三年（787年），敦煌縣陷於吐蕃。大中五年（851年），张议潮收復敦煌縣，仍為沙州治所。

### 西夏
大慶元年（1036年），佔領歸義軍駐地敦煌縣，仍為沙州治所。後省壽昌縣入敦煌縣。

### 元朝
成吉思汗二十二年（1227年），佔領敦煌縣，廢除州縣建置，以其地屬拔都。自此至清朝前期，敦煌地區不存在縣的建置。

### 清朝
乾隆二十四年（1759年），裁沙州衛，復置敦煌縣，隸安西府。乾隆二十七年（1762年），安西府由淵泉縣移治敦煌縣。乾隆三十七年（1772年），安西府返治淵泉縣。乾隆三十八年（1773年），降安西府為安西直隸州，敦煌縣仍隸之。

### 中華民國
民國2年（1913年）4月，廢除安西直隸州，設置邊關道（道尹駐酒泉縣），敦煌縣隸之。民國3年（1914年）5月，邊關道改名安肅道，敦煌縣仍隸之。民國16年（1927年），廢安肅道，敦煌縣直隸於甘肅省。民國24年（1935年），甘肅省設置行政督察區，敦煌縣隸第七區（專署駐酒泉縣）。
民國38年（1949年）9月28日，中国人民解放军占领敦煌县。

### 中華人民共和國
1949年10月7日，敦煌县人民政府成立，敦煌县隸酒泉分区行政督察专员公署。1951年4月，酒泉分区行政督察专员公署改称酒泉区专员公署，敦煌县仍隸之。1955年2月，酒泉区专员公署改称酒泉专员公署，敦煌县仍隸之。
1955年3月，敦煌县人民政府改称敦煌县人民委员会。1955年10月，武威专区与酒泉专区合并为张掖专区（专员公署驻酒泉县），敦煌县改属张掖专区。1958年9月，敦煌县人民委员会改称人民公社。1961年2月，敦煌县人民公社复称人民委员会。1961年11月，复设酒泉专区，敦煌县仍隸之。
1968年3月22日，废除敦煌县人民委员会，设立敦煌县革命委员会。1969年10月，酒泉专区改称酒泉地区，敦煌县仍隸之。1980年12月31日，敦煌县撤销革命委员会，恢复人民政府。
1987年8月，撤销敦煌县，成立县级敦煌市。

## 人口
- 唐朝天寶中：1.6250万人
- 唐朝天寶末：0.4987万人
- 1830年：2.0840万人
- 1909年：1.4405万人
- 1927年：1.8953万人
- 1935年：2.7137万人
- 1943年：3.0457万人
- 1949年：3.6995万人
- 1953年：4.5596万人
- 1964年：7.2413万人
- 1982年：10.5432万人[10]

## 長官
敦煌長（前2世紀－）
敦煌令（－439年）
- 梁澄（－272年）[11]

敦煌縣令（606年－787年）
- 赵智本（716年－）[12]

敦煌縣令（851年－1227年）
- 宋智岳（862年前－868年後）[13]
- 张清通[14]

敦煌縣知縣（1759年－1913年）
- 曾希孔（1759年－）
- 潘澄（署任，1767年－）
- 张敦本（署任，1770年）
- 余廷圯（署任，1770年－）
- 陈汝聪（署任，1771年）
- 陈起撝（署任，1771年－）
- 易龙图（1772年－）
- 田志仓（1773年－）
- 李文曾（1775年－）
- 钱成均（署任，1776年－）
- 董熙（署任，1779年－）
- 李骃（1780年－）
- 钱成均（署任，1781年－）
- 张志元（署任，1781年－）
- 李骃（署任，1782年－）
- 陈善仪（署任，1782年－）
- 唐钦尧（1783年－）
- 朱纯士（署任，1786年－）
- 吕际昭（署任，1787年－）
- 彭以懋（1788年－）
- 严肇塘（1794年－）
- 周琢（署任，1798年－）
- 孔光枚（1800年－）
- 潘洁（1805年－）
- 秀龄（1807年）
- 邓炳和（1807年－）
- 黄廷绂（署任，1809年－）
- 赵质彬（署任，1811年－）
- 朱凤翔（1813年－）
- 续炳南（署任，1816年－）
- 蔡增沂（署任，1817年－）
- 魏邦彦（1817年－）
- 李丰特（兼，1818年－）
- 苏履吉（署任，1824年－1825年）
- 余继城（1825年－）
- 苏履吉（1826年－1827年）
- 周庆云（署任，1827年－1828年）
- 穆建曾（署任，1828年－）
- 吴道彰（署任，1829年）
- 陆一濂（1829年－）
- 苏履吉（1830年－）
- 许乃谷（1831年－1835年）
- 张锡田（1835年－1839年）
- 韩赐麟（署任，1841年－1846年）
- 沈玉田（1846年－1850年）
- 焦□
- 封毓璋（1852年－）
- 申典常（1856年－）
- 李灏（1863年）
- 樊建基（1863年－1870年）
- 张勋（1870年－）
- 谢□（1873年－）
- 凤赓（署任，1877年－）
- 蒋其章（1879年－）
- 何桂（1883年）
- 唐传柄（1883年－1884年）
- 喻建秋（1884年－1887年）
- 刘尔常（1887年－1888年）
- 张祥会（1889年－1893年）
- 张光烈（1893年－）
- 严泽（1894年－1897年）
- 张元潹（1897年－）
- 陈问淦（署任，1897年－）
- 严泽（1899年－1900年）
- 邬绪棣（1901年－1902年）
- 汪宗瀚（1902年－1906年）
- 黄万春（1906年－）
- 王家彦（1907年－）
- 章乃诚（代理，1907年－）
- 陈泽藩（署任，1910年）
- 黄金绶（1910年－）
- 申瑞元（1911年－）

敦煌縣知事（1913年－1927年）
- 马仲选（署任，1913年－1914年1月17日）
- 刘治清（1914年1月17日－7月28日）
- 何厚忠（1914年10月10日－1915年8月）
- 刘道矩（署任，1915年8月－）
- 尤声宾（1916年12月9日－1917年1月17日）
- 陆恩泰（1917年1月18日－1918年7月18日）
- 徐宏度（1918年7月18日－11月19日）
- 余春普（1918年11月20日－1919年7月1日）
- 刘吕钜（1919年7月2日－）
- 张存恺
- 刘运新（1921年1月2日－4月24日）
- 杨巨川（1921年5月－1923年12月）
- 吴钧（1923年12月19日－1924年12月）
- 杨光熊（1924年12月24日－）
- 朱恩荣（1926年3月－1927年1月）

敦煌縣縣長（1927年－1949年）
- 朱恩荣（1927年1月－1928年3月）
- 黄焕章（1928年4月6日－）
- 朱恩荣（1928年4月－）
- 赵晋芬（1929年5月16日－1930年11月12日）
- 刘徵绂（1930年11月12日－1931年2月23日）
- 王尚义（1931年2月26日－）
- 李文林（1931年4月22日－）
- 王元（1931年8月18日－）
- 杜立亭（1932年4月17日－）
- 谢智文（1932年9月22日－）
- 杨灿（1933年5月19日－）
- 戴敬山（1936年－）
- 马凤鸣（1937年－）
- 郭曙南（1938年－）
- 章朗轩（1939年－）
- 王会文（1942年－）
- 陈邦启（1943年－）
- 宋子衡（1945年－）
- 康天衢（1946年－）
- 邹炎僧（1947年－）
- 鲁玲（1948年－）
- 潘柏南（1949年）

敦煌縣人民政府縣長（1949年－1955年）
- 石志刚（1949年10月－1950年12月）
- 李克让（1950年12月－1952年3月）
- 黄仕福（1952年3月－1955年3月）

敦煌縣人民委員會縣長（1955年－1958年）
- 王凤山（1955年3月－1956年12月）
- 张福生（1956年12月－1958年9月）

敦煌縣人民公社社長（1958年－1961年）
- 张福生（1958年9月－1961年2月）

敦煌縣人民委員會縣長（1961年－1968年）
- 张福生（1961年2月－1962年10月）
- 许清波（1962年10月－1965年11月）
- 马骥英（1965年11月－1966年9月）
- 敬文芳（1966年9月－）

敦煌縣革命委員會主任（1968年－1980年）
- 张双虎（1968年8月－1971年1月）
- 雷中鸿（1971年1月－1975年6月）
- 文玉皇（1975年6月－1978年12月）
- 杨善卿（1978年12月－1980年9月）
- 李天昌（1980年9月－12月）

敦煌縣人民政府縣長（1980年－1987年）
- 李天昌（1980年12月－1983年10月）
- 刘佑之（1983年10月－1985年12月）
- 兰庚未（1985年12月－1986年12月）
- 王殿映（1986年12月－1987年8月）[9]